# リトル・ジャンパー
『リトル･ジャンパー』は、高田裕三による漫画。『月刊アフタヌーン』（講談社）において、2004年から2008年まで連載された。単行本は全7巻。

## あらすじ
15歳の夏。シュークリームよりもアイドルよりも柴犬よりも大好きな母親を助ける為、国際新法暦（INLC）0024年の未来から時間を遡る機械、タイム･ジャンパーを使用して国際新法歴0007年にタイムスリップしてきた少女、一ノ瀬千毬が、なりたいこともやりたいことも、付き合う彼女も決められない17歳の高校生、一ノ瀬弘樹の前に現れた。彼女は母親の病気を絶つために「17年前の両親」を探してやってくる。

## 登場人物

### 主人公
一ノ瀬弘樹（いちのせ ひろき）
本作の主人公。現代（INLC・0007年）の人間。17歳。未来から来た少女・千毬に一目惚れした南翔高校に通う高校2年生。実家はケーキ屋。やりたいこともなりたいものも決められない、同級生の川本曰く、「人生の迷い人」。後に止むを得ない事情で歴史的に見て人類初の時間跳躍者となると同時に再構築者（リ・ビルド）になる。
一ノ瀬千毬（いちのせ ちまり）
本作のヒロイン。未来（INLC・0024年）の人間。タイム・ジャンパー1号機。絶大な威力のある衝撃波が武器だが、体力の消耗が激しいらしく、使用後は眠気を催す。病気の母親を助ける為、時間を遡る機械、タイム・ジャンパーに乗って国際新法暦（INLC）0024年の未来から来た少女。咲英（さくえい）女学園中等部の3年生。15歳。シュークリームとアイドルと柴犬が好きで、地震・雷・火事・親父が苦手らしい。未来の世界に住み慣れているせいか、電車が揺れたり、自動販売機に硬貨を入れなければならないことぐらいで驚く（電車に関しては本人曰く、「揺れる電車なんて非常識」ということである）。

### イヌドウ関係者
白鳥可菜（しらとり　かな）
現代（INLC・0007年）の人間。南翔高校に通う高校2年生。気の強い性格で、最初は千毬を邪険にしていた。
小泉渚（こいずみ　なぎさ）
現代（INLC・0007年）の人間。南翔高校に通う高校2年生。近眼でメガネをかけている。背は低く寸胴、短足、胸ナシ（本人の弁）。極度に自分に自信が無く、相手の弱みを握り優位に立たないと対等に人と付き合えない、と小桜に分析された。相手の弱みを握る能力は後に違った形で結実することになる。
会長（かいちょう）

### タイムジャンパー関係者
成沢巧（なるさわ　たくむ）
時間を遡る機械、タイム･ジャンパーの開発の中心人物。未来（INLC・0024年）の人間。5機のタイム・ジャンパーを強奪したとして公安にその身を追われている。研究の存続と、千毬の母親の救出に執念を燃やす。緋村の父親と協力してタイム・ジャンパー1号機をつくりあげた。
緋村冴子（ひむら　さえこ）
未来（INLC・0024年）の人間。14歳。タイム・ジャンパー2号機。千毬と同じく時空条約違反により公安にその身を追われている。彼女の亡き父親と成沢が協力してつくりあげたタイム・ジャンパー1号機を千毬に奪われたことを根に持っている。行動が少々過激。関西弁で喋る。ツインテール。
雨堂杏奈（うどう　あんな）
未来（INLC・0024年）の人間。タイム・ジャンパー3号機。千毬と同じく時空条約違反により公安にその身を追われている。
榊リョウ（さかき　りょう）
未来（INLC・0024年）の人間。タイム・ジャンパー4号機。千毬と同じく時空条約違反により公安にその身を追われている。

### 公安捜査官
不破（ふわ）
公安捜査官の捜査官。主任。小桜からは主に主任と呼ばれている。法律を破ってタイム･ジャンプした少女・千毬ほか4名の少女と成沢を追って国際新法歴0007年の世界にやってきた。低レベルな争いが嫌い。
小桜（こざくら）
不破と共に千毬を追ってきた公安捜査官の捜査員。気性が荒く、公安捜査官としては軽率な行動が目立つ。そのうえ、どこか抜けている。たまに千毬を（貧乳さ故に）「エグレ乳」と呼ぶ。

### 国連時空委員会
仲村愛（なかむら　あい）
千毬たちを追って未来からタイム･ジャンプしてきた国連職員。外見は千毬と瓜二つである。胸元にほくろが三つある。また大食いであることなど複数、千毬の母親との共通点が存在する。

## タイム・ジャンパー
国際新法暦（INLC）0010年に、密かに開発された時間を遡るシステム機のこと。
物質を素粒子単位に分解し、時間跳躍（タイム･ジャンプ）後、再構築（リ･ビルド）することで時間跳躍を可能にしたが、生命の再構築への疑問視や治安維持の観点から世界条約によりその使用を禁止されている。
この機械の欠点は、時空を越える際に、生物を含む物質を素粒子単位に分解しなければならないというところにある（タイム･ジャンプ後、素粒子は物質へ再構築されるが、その際に“タイム・ジャンパー”本体とその搭乗者が混合されてしまう）。

## 作品内での架空事案
- (INLC)0008年：タイム･ジャンパー0号機の暴走、爆発事故『ミッシング・ゼロ』発生。
- (INLC)0009年：帝秀院大学第三物理研究所でタイム･ジャンパーの開発が始まる。
- (INLC)0009年：富士山大噴火（フジヤマ・イラプション）。
- (INLC)0010年：岩神重工、タイム･ジャンパーの開発に成功。